# 1984년 동계 올림픽 오스트리아 선수단
1984년 동계 올림픽 오스트리아 선수단은 유고슬라비아 사라예보에서 개최된 1984년 동계 올림픽에 참가한 올림픽 오스트리아 선수단이다.

## 메달 집계

### 종목별 메달 수
| 종목 | 1 | 2 | 3 | 합계 |

## 참고 자료
- (영어) “Austria at the 1984 Sarajevo Winter Games”. SR/Olympic Sports. 2010년 2월 1일에 원본 문서에서 보존된 문서. 2011년 10월 15일에 확인함.